# Křížová cesta (Hory Matky Boží)
Křížová cesta v Horách Matky Boží na Klatovsku se nachází v lese severně nad obcí.

## Historie
Křížová cesta byla postavena roku 1863. Čtrnáct výklenkových kapliček na kamenném soklu je rozmístěno okolo kaple Proměnění Páně. Okénko chrání obrázek s pašijovým výjevem. Kalvárie je na místě kříže, u kterého se modlívali horníci, než vstoupili do šachty.
Vlevo vedle kaple je pod křížem studánka.